# Arte bizantino

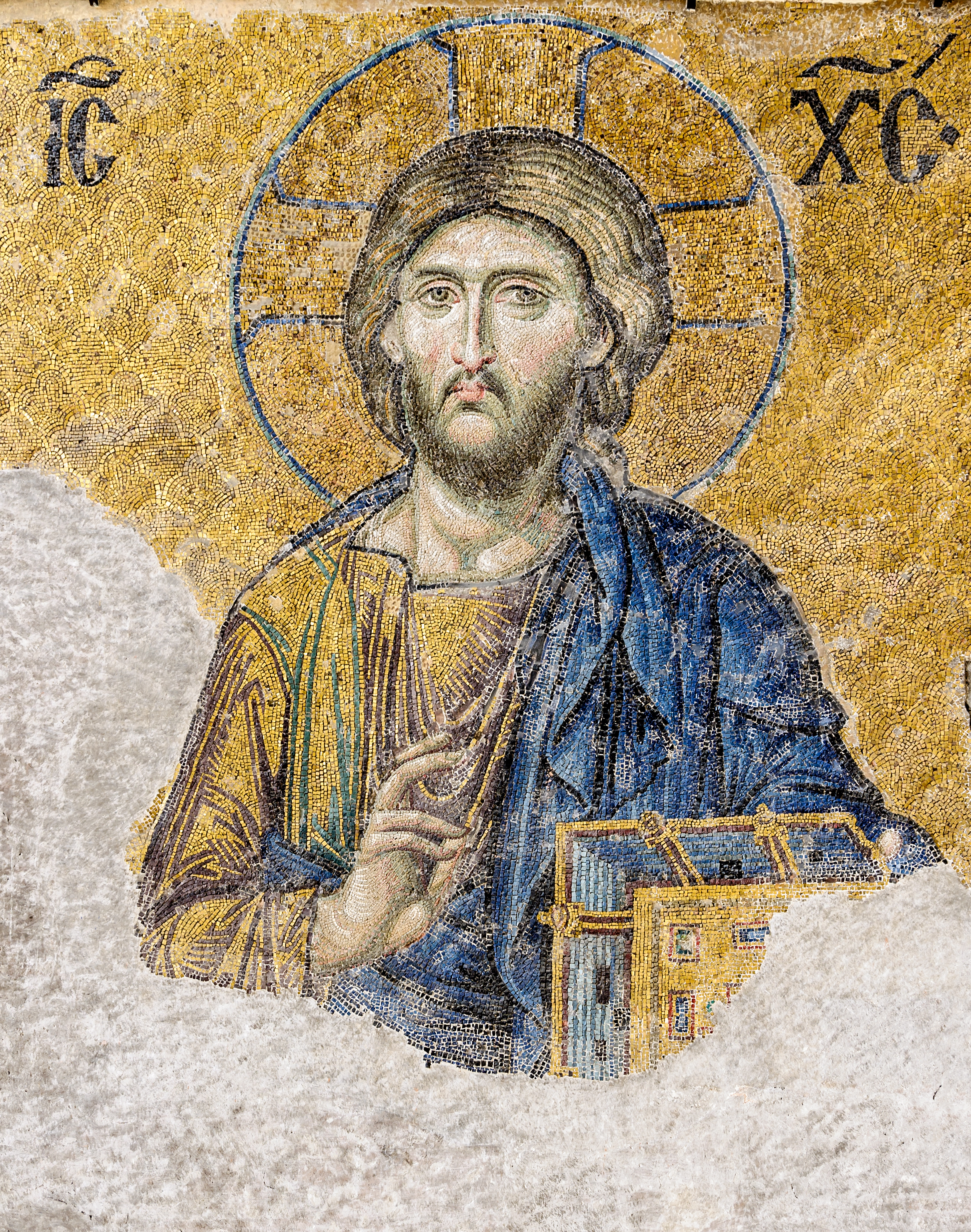
Cristo Pantocrátor (Parte del Mosaico de la déesis), el más famoso de los mosaicos bizantinos de la Iglesia de la Sagrada Sabiduría (Hagia Sophia) conservado pese a la iconoclastia islámica en Estambul (antigua Constantinopla).

Se denomina al arte bizantino como el movimiento artístico que se propició en algunas regiones del Este de Europa y de Oriente Medio de la mano del Imperio romano de Oriente. Este estilo de arte se divulgó entre los siglos IV y XV. Sin embargo, la iconografía religiosa de este tipo de arte se mantiene viva actualmente. Esto se debe a la iglesia ortodoxa rusa, que recrea algunos retratos de figuras religiosas.
El arte bizantino nació con la proclamación de Constantino como emperador de Oriente. Este derrotó a Majencio en la batalla del Puente Milvio (312), colocando a Constantinopla como la capital del mundo antiguo. Desde aquel momento, el cristianismo se convirtió en la religión oficial del Imperio romano.
El emperador y sus sucesores sentían el deber de proveer condiciones para el "culto", lo que fue el germen del arte bizantino. Pero al principio, lo que el Imperio tenía a la mano era el arte y la arquitectura grecorromana, ideados para otras funciones.
Por un lado, los templos paganos eran concebidos como casa del dios al que conmemoraban, de tal manera que nadie podía entrar en ellos. Por otro lado, estos templos albergaban una estatua del dios en cuestión, y los paganos creían que estas eran consustanciales al dios mismo.
Los primeros cristianos heredaron de los judíos el rechazo a las imágenes, particularmente las escultóricas. Además, creían que Dios no habitaba en templo alguno y que la adoración se hacía "en espíritu y verdad". Por esta razón, se reunían en domus ecclesiae, término latino que significa 'casa de la asamblea' ("sinagoga" en griego), destinadas a compartir la palabra y a celebrar el memorial de la pasión, muerte y resurrección de Jesús.
El arte bizantino estuvo estrechamente relacionado con el arte cristiano. De hecho, en numerosas iglesias de origen bizantino se pueden ver retratos de personajes religiosos. También destaca su bidimensionalidad, que rechazaba abiertamente el realismo, dejando una pauta muy clara entre el arte romano y el arte bizantino.
Los artistas bizantinos lo embellecieron todo, desde mosaicos, esculturas o relieves en marfil, hasta los edificios más impresionantes de la historia, tales como la iglesia de la Santa Sabiduría en Constantinopla.

## Principales manifestaciones

### Arquitectura
La arquitectura bizantina se caracteriza por el uso del arco de medio punto, la planta de cruz griega (con brazos de igual longitud) o basilical (planta rectangular con una o más naves), por el empleo de la cúpula (cubierta de forma semiesférica), así como por el lujo de la decoración de los interiores, que se recubrían con mosaicos.
Las principales construcciones fueron los palacios y las iglesias, entre las que destacan la iglesa de la Santa Sabiduría, en Constantinopla, y la iglesia de San Marcos en Venecia.

### Mosaico
Los mosaicos constituyen la máxima expresión del arte bizantino. En ellos, los artistas rompen con el realismo. Así, en su deseo de resaltar la espiritualidad de los personajes, los representaban de manera idealizada sobre un fondo de color dorado. Las figuras son rígidas, aparecen dispuestas de frente y en ellas no se observa profundidad ni volumen.

## Antecedentes y contexto

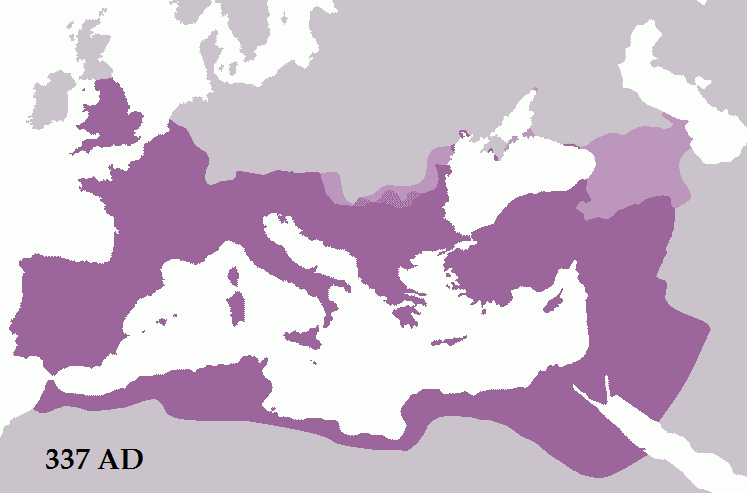
El Imperio Romano durante el reinado de Constantino el Grande.

En el año 323 Constantino el Grande decidió trasladar la sede del Imperio Romano a la ciudad griega de Bizancio, en el estrecho del Bósforo, que más tarde sería conocida como Constantinopla. El nombre original de la ciudad en griego era Kōnstantinoúpolis (ciudad de Constantino), y el título oficial en latín era "Nova Roma" (Nueva Roma). Esta decisión de Constantino tendrá consecuencias de gran alcance que todavía se sienten hoy. En tan sólo seis años se construyó a una velocidad increíble una gran ciudad que se convertiría en la ciudad más rica y brillante de Europa durante toda la Edad Media. Al dar este paso, el nuevo emperador romano confirmó la creciente importancia económica y estratégica de las provincias orientales (cuyo ascenso se prolongaba desde hacía mucho tiempo). La nueva capital encarnaba los fundamentos cristianos del estado romano, pues se encontraba en la zona más cristianizada en comparación con el resto del imperio.
Constantino difícilmente podría haber predicho que su decisión de trasladar el centro del imperio causaría la división completa del imperio en partes oriental y occidental. Los gobernantes de la parte occidental del Imperio romano fueron poco después víctimas de las conquistas de las tribus germánicas de los godos, vándalos y lombardos. A finales del siglo V desapareció el último vestigio de la autoridad central de la parte occidental del Imperio romano. Por el contrario, el Imperio romano de Oriente sobrevivió a estos ataques y durante el reinado de Justiniano I el Grande (527-565) alcanzó su apogeo de poder y estabilidad.
La división del Imperio romano pronto condujo a una división religiosa. Durante el reinado de Constantino (312-337), el obispo de Roma era, con base en la autoridad del apóstol san Pedro, el líder de la iglesia cristiana unificada. Su supremacía en los asuntos eclesiásticos pronto fue negada por el patriarca de Constantinopla, y las diferencias en las doctrinas eclesiásticas comenzaron a profundizarse, lo que finalmente llevaría a la división de este movimiento religioso en Occidente (catolicismo) y Oriente (ortodoxia).
Las diferencias se volvieron muy profundas, y el catolicismo romano mantuvo su independencia de la autoridad imperial o estatal, convirtiéndose así en una institución internacional que reflejaba su carácter de iglesia única. La Iglesia ortodoxa, por el contrario, se basaba en la unidad de la autoridad espiritual y secular encarnada en el emperador que elegía y nombraba al patriarca en Constantinopla. Por eso dependía del poder del Estado, al que era estrictamente leal tanto como a sus creyentes, y al mismo tiempo la jerarquía eclesiástica disfrutaba de los beneficios del poder político. Esta idea de la posición de la Iglesia ortodoxa dentro del Imperio bizantino es una adaptación cristiana de la herencia antigua, que se remonta a la época del Antiguo Egipto y que se extendió por todo Oriente Medio. En contraste con el carácter divino de los faraones egipcios y otros gobernantes de todo el Medio Oriente, los emperadores bizantinos eran considerados líderes de la Iglesia y del Estado designados divinamente. Esta misma idea fue adoptada por los emperadores rusos, tratando de utilizar la reputación del Imperio Bizantino y presentarse ante el pueblo como la continuación de la antigua tradición, la nueva "tercera Roma". En aquella época, la Iglesia ortodoxa rusa también estaba estrechamente vinculada al Estado, como lo había estado durante mucho tiempo la Iglesia bizantina. Debido a todas estas razones religiosas (incluso más que políticas) es imposible para los historiadores del arte hablar del desarrollo único del arte cristiano dentro de todo el Imperio romano.

## Influencias
Al ser Bizancio la rama oriental del Imperio romano en su primera fase, no es de extrañar que en los trabajos bizantinos predomine una fuerte influencia romana, o más correctamente, clásica. La tradición romana de coleccionar, valorar y enseñar en privado obras de arte antiguo, continuó entre las clases más adineradas de Bizancio. El arte bizantino es a la vez permanente y en evolución, con temas tales como las tradiciones clásicas y las escenas religiosas convencionales apareciendo una y otra vez a lo largo de los siglos pero, al mismo tiempo, un examen más concienzudo de cada obra revela los detalles de un enfoque artístico siempre diferente.
La obra bizantina se asemejaba más a la griega que a la romana. Esto se debe a su cercanía con el naturalismo, que se ve en muchas obras bizantinas. Otra zona de influencia fue Antioquía, que impartía el método oriental. Este nos habla de las figuras en el arte persa y de Asia Central: podemos apreciar esto en las cenefas, el árbol de la vida, las cabezas de carnero, y criaturas con alas dobles, así como los retratos completos frontales que aparecen en el arte sirio.

## Periodización

### Debate historiográfico

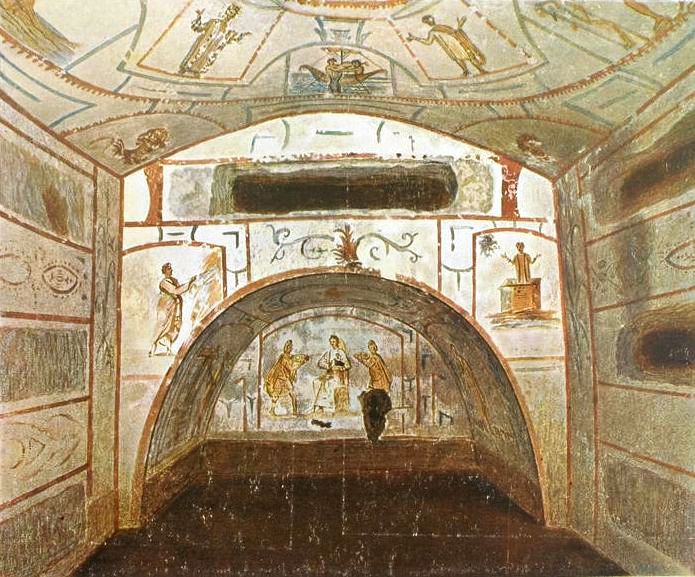
Catacumbas de los santos Marcelino y Pedro., Roma, Italia.

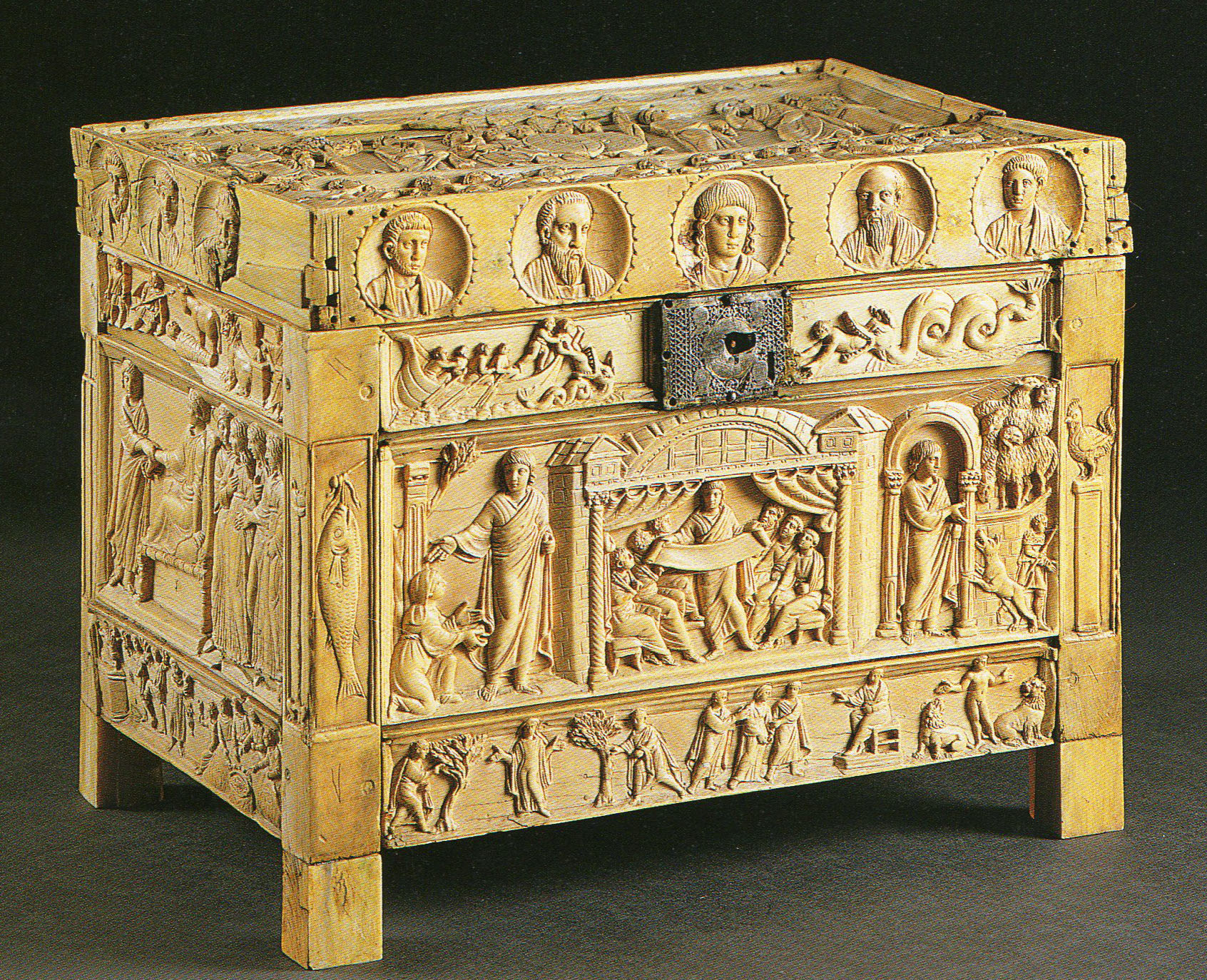
Gabinete cristiano de Brescia,, Museo di Santa Giulia, Brescia.

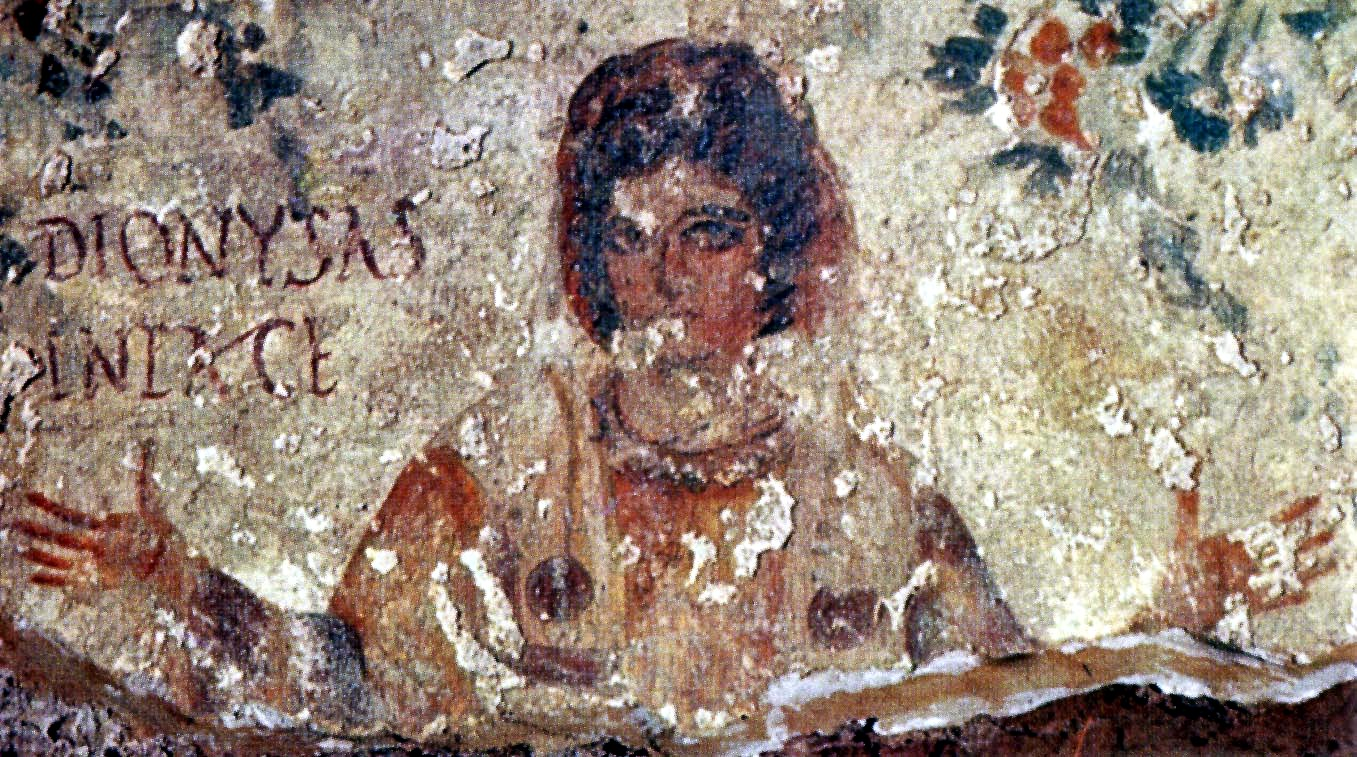
Catacumbas de Calixto,, Roma, Italia.

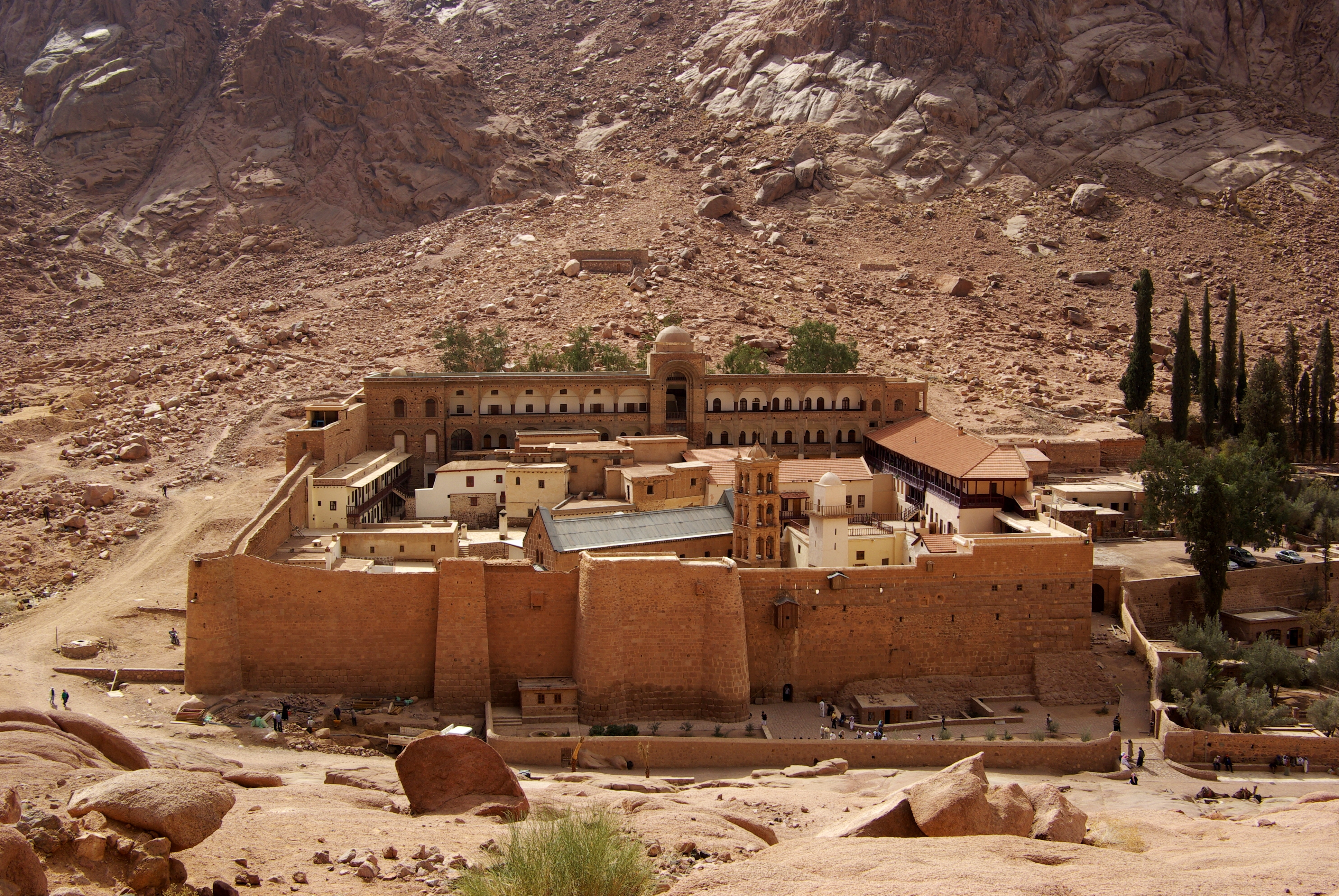
Monasterio de Santa Catalina de Alejandría en el Sinaí,, Egipto.

En la literatura profesional se pueden encontrar varias divisiones diferentes del arte y la arquitectura bizantinos.
La Enciclopedia Beliana divide el arte y la arquitectura bizantinos en: "tres grandes períodos: el período desde el principio el reinado de Justiniano I el Grande hasta el final de la iconoclasia, el período de los emperadores macedonios y cominenos y el período del renacimiento paleólogo ". Luego asigna los siguientes intervalos de tiempo a los períodos: 527–años 60 del siglo IX. (1.er periodo); 867 a 1453 (segundo período) y 1261 a 1453 (tercer período). Más bien, se trata de períodos concebidos más ampliamente que incluyen secciones más cortas, que otros autores también definen por separado (ver más abajo). La fecha final del segundo período (es decir, macedonio y comineno) (1453) se da incorrectamente o no en un sentido puramente cronológico e histórico-dinástico.
La Nueva Enciclopedia Católica también reconoce tres períodos según los acontecimientos políticos: bizantino temprano (mitad del siglo IV - mitad del siglo VI), bizantino medio (siglo IX-1204) y bizantino tardío (1261-1453). 
La Enciclopedia Checa de Bizancio reconoce de forma más libre y menos sistemática (es decir, no en intervalos estrictos) el período paleocristiano (= arte romano oriental hasta el reinado de Justiniano I) dentro del desarrollo histórico , al tiempo que declara: "la historia del arte bizantino es estrechamente relacionado con la fundación de Constantinopla y con el desplazamiento del centro del imperio hacia Oriente..." ), el reinado de Justiniano I (siglo VI), que percibe como un gran avance, las intervenciones del movimiento iconoclasta (siglo VIII) - siglo IX), el período de la dinastía macedonia (867-1057), el arte en la era Comnenia (1081-1185), el arte durante la ocupación de Constantinopla y el arte paleólogo. Por eso prefiere una división cronológica más flexible, sin definir los períodos estricta y directamente, como otros autores. Período de Justiniano e iconoclasia; arte macedonio y komnenio; así como el período de transición (en el exilio) y el período Paleólogo combinados sistemáticamente en tres párrafos comunes. Posteriormente, bajo el lema Arquitectura bizantina, el desarrollo se describe más libremente cronológicamente y no define ni no nombra todos los períodos individuales. 
La enciclopedia de la revista eslovaca Pyramid reconoce dentro del arte bizantino: Justiniano (= período bizantino temprano ); período de tormentas iconoclastas (= iconoclasia ; 726–843 ); el período del renacimiento del arte bizantino bajo los emperadores macedonios y los Comnenios (= período bizantino medio , período deutero-bizantino; 843–1204) y el período paleólogo (= período bizantino tardío, renacimiento bajo el reinado de los paleólogos ; 1261–1453). 
La Enciclopedia de Arqueología divide la periodización del arte bizantino en cuatro períodos: 1. el período inicial de Justiniano y sus sucesores , siglos V-VII; 2.º período de iconoclasia 726–843; Tercer período del segundo florecimiento bajo la dinastía macedonia , segunda mitad siglo IX – primera mitad del siglo XI; Cuarto período de los paleólogos (siglos XIII-XV) Por otro lado, describe de manera parcialmente simplista el arte y la literatura bizantinos como "estáticos, sin desarrollo".
El Diccionario Americano Oxford de Bizancio (ed. A. Kazhdan ) en la entrada de Anthony Cutler sobre arte no define ni nombra períodos individuales.  Dentro del lema, la arquitectura bizantina de Slobodan Ćučić reconoce "aproximadamente siete" períodos cronológicos, dividiéndolos cronológicamente: (1.) siglos IV-V, que describe como un período de transición; (2.) siglo VI; (3.) siglo VII – mitad del siglo IX , que caracteriza como un período de crisis ; (4.) la mitad Siglos IX-XI, es decir, el período de gobierno de la dinastía macedonia; (5.) Siglo XII, es decir, el período del reinado de los Comnenios; (6.) Siglo XIII, es decir, el período de la ocupación latina de Constantinopla ; (7.) Siglo XIV-XV, es decir, el período del dominio paleólogo. Él llama a los períodos principalmente solo por un número, cualquier otro nombre contiene una descripción de la etapa dada. 

Los creadores del Diccionario americano de la Edad Media adoptaron un enfoque diferente , que describen con más detalle sólo el arte bizantino de los años 843-1453 y, para el período anterior, se refieren a la palabra clave sobre arte y arquitectura paleocristianos. El período indicado se divide en secciones en el período de la dinastía macedonia (867–1056), el arte de los Comnenios y Angelos (1081–1204), el período de la ocupación latina de Constantinopla (1204–1261) y el período de los Paleólogos (1261–1453).

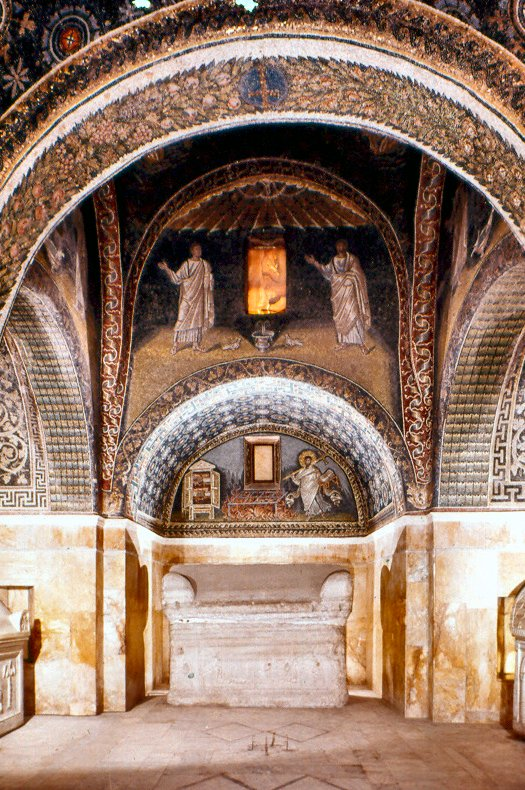
Mausoleo de Gally Placidia,, Ravena, Italia.

### Arte paleocristiano
Debido a que en el arte cristiano en el territorio del Imperio Romano en los primeros siglos no había diferencias significativas entre Occidente y Oriente, el arte cristiano en maduración hasta el reinado de Justiniano I se percibe como parte del arte cristiano primitivo (otros autores lo llaman el período del siglo III en el Oriente cristiano (el período prebizantino, ver Periodización).
Debido a la resistencia inicial del Imperio Romano a los cristianos , los seguidores de Cristo se vieron obligados a mantener su fe en secreto durante los primeros tres siglos, y por esta razón el arte cristiano más antiguo existió sólo en lugares ocultos como las catacumbas. La situación cambió en el siglo IV después de que se adoptaran varias normas legales en el Imperio Romano que fortalecieron la libertad religiosa en el país, en particular el Edicto de Milán, que otorgó igualdad de derechos a todas las religiones del país, y que permitió a los cristianos realizar sus ceremonias en público.
Con el desarrollo del cristianismo, comenzaron a surgir en el territorio del imperio los primeros templos y los primeros objetos de arte de carácter eclesiástico. Los centros artísticos del arte paleocristiano se convirtieron en los primeros municipios episcopales: Roma, Constantinopla (que fue fundada y construida como una ciudad predominantemente cristiana), Antioquía, Jerusalén y Alejandría. En el período posterior, las ciudades italianas de Milán y Ravena también pertenecieron a los centros de arte. Hasta el día de hoy se conservan, por ejemplo, el arco de la Galería y la rotonda de Tesalónica del siglo IV o el mausoleo de Gala Placidia en Ravena.
Con el desarrollo de las peregrinaciones a partir del siglo III, se construyeron un gran número de templos y se desarrolló el arte de crear mosaicos. Gradualmente pasó de los pisos a las paredes y bóvedas, donde simbolizaba el mundo superior (espiritual). En los lugares de tumbas importantes se crearon sarcófagos decorados. Se desarrolló la escultura en relieve, siendo el más utilizado el marfil de los talleres de Alejandría y Antioquía. También se utilizaron metales preciosos. Por el contrario, el número de obras escultóricas tridimensionales disminuyó gradualmente, ya que la iglesia en general rechazó la idolatría  (el culto a los ídolos, que se consideraba que eran las estatuas) ya en el Primer Concilio de Nicea.

### Período de Justiniano y Herácleo (siglos VI-VII)

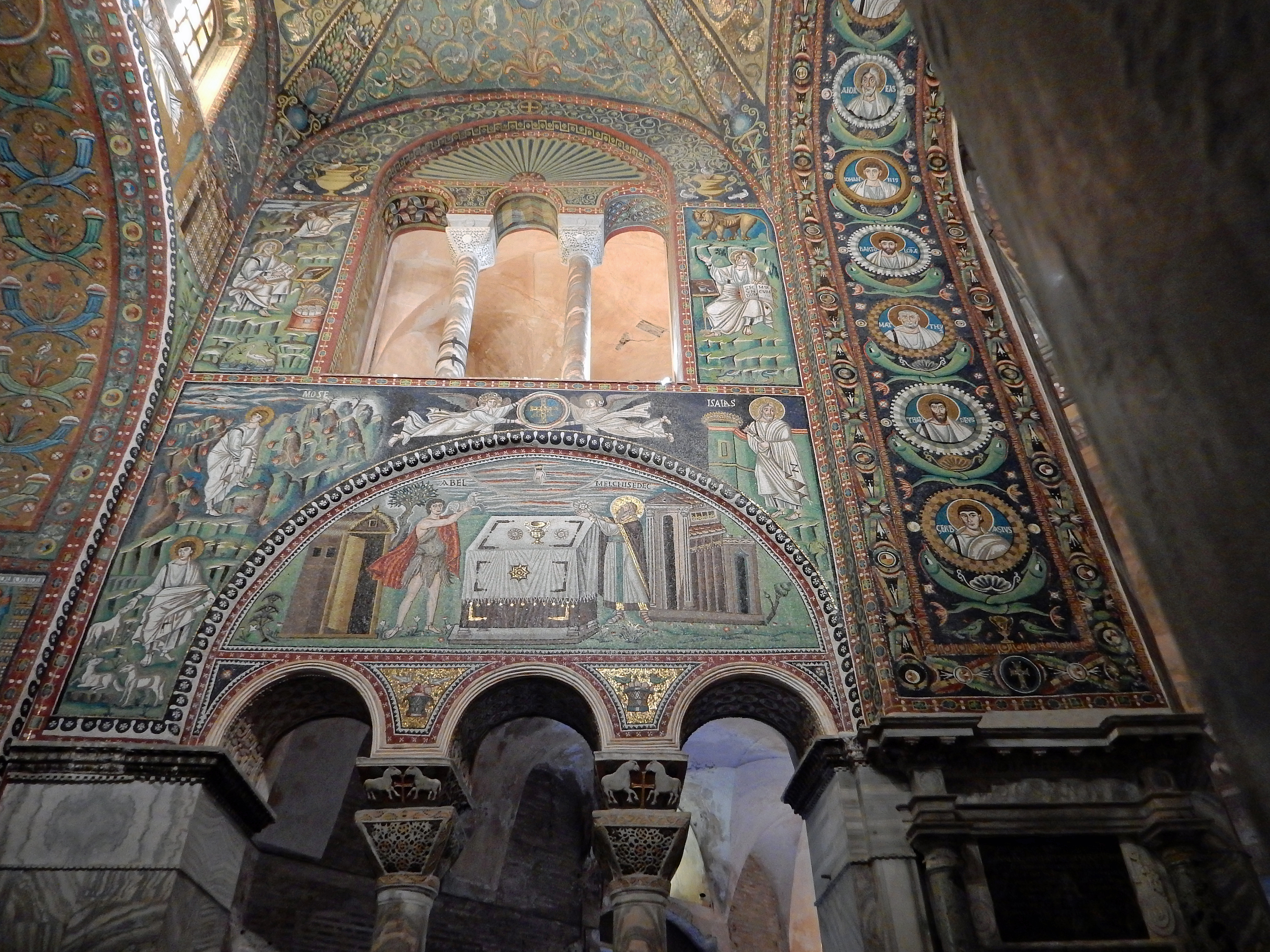
Interior de la iglesia de San Vital de Ravena.

El primer período de apogeo del arte bizantino comienza durante el reinado de Justiniano I, cuando la vida monástica se desarrolló plenamente en el Imperio romano de Oriente y se crearon varios monumentos culturales de carácter religioso. El monasterio de Santa Catalina del Monte Sinaí, la basílica contemporánea más grande del mundo, Santa Sofía, o su predecesora, Santa Sofía Malá (originalmente el Templo de los Santos Sergio y Baco), el Iglesia de los Santos Apóstoles (mausoleo de los emperadores) y se crearon muchos otros. Desgraciadamente, conocemos muchos edificios sólo a través de testimonios contemporáneos, entre ellos especialmente la obra de Procopio De aedificiis (Sobre los edificios).
Para la construcción se utilizaban principalmente mármol y ladrillo, pero también eran comunes otras piedras. A menudo se utilizaba material de edificios más antiguos, especialmente paganos. La escultura monumental romana clásica fue dando paso gradualmente al pequeño arte decorativo.  La pequeña escultura alcanzó un gran nivel en este período. Ya durante el reinado del emperador Justiniano I se crearon varias estatuas, pero posteriormente su número disminuyó rápidamente. Como regla general, aprendemos sobre ellos solo a través de los informes de los historiadores.  Los edificios bizantinos estaban decorados con columnas con capiteles y copón decorados. Se utilizó decoración de estuco. La decoración en relieve se caracteriza por temas vegetales y animales. Se desarrollaron la talla en madera y la talla en marfil.

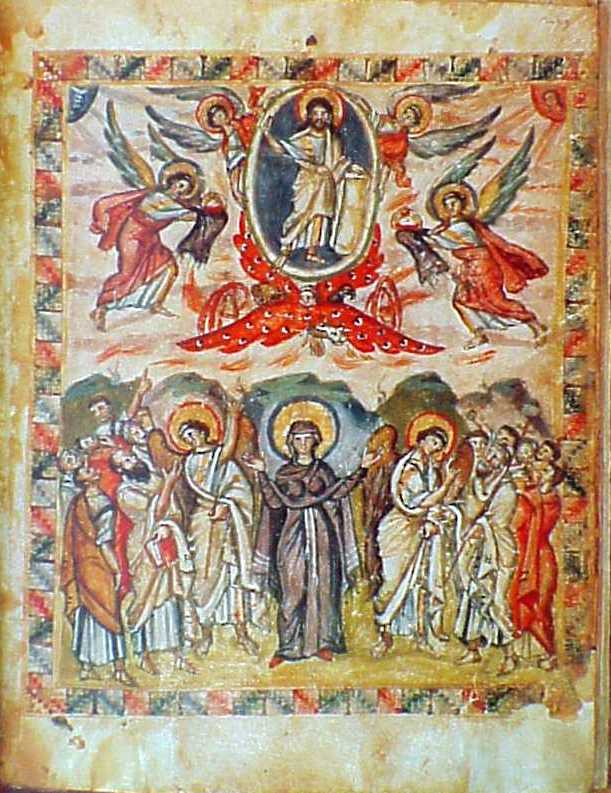
La Ascensión del Señor, Evangelio de Rabul, 586, Biblioteca Laurenziana, Florencia.

El siglo VI fue la edad de oro de los libros y las ilustraciones bizantinas. Se crearon nuevos manuscritos y copias de obras más antiguas. Los rollos fueron sustituidos progresivamente por códices. Se conocen dos tradiciones ilustradoras: la helenizante alejandrina y la asiático-oriental caracterizada por la monumentalidad. Por ejemplo, los llamados pergaminos púrpura se destacan por escritos en pergamino de color púrpura , entre las obras importantes se incluyen el Evangelio de Rabul y Rossan. 
En el siglo V se desarrolló la creación de iconos, pinturas sobre tabla, que tenían un carácter principalmente teológico-teológico . Históricamente, se basó en la tradición de representar a los emperadores romanos y la tradición oriental de representar a los difuntos. Su origen se remonta a Palestina y Siria . A diferencia de su antiguo predecesor, el artista bizantino ya no representaba sus objetos como objetos que representaban la belleza humana (física), sino que a través de la alegoría observaba su lado y sus propiedades espirituales. Los iconos más famosos de esta época se conservan en el Monasterio de Santa Catalina de Alejandría.

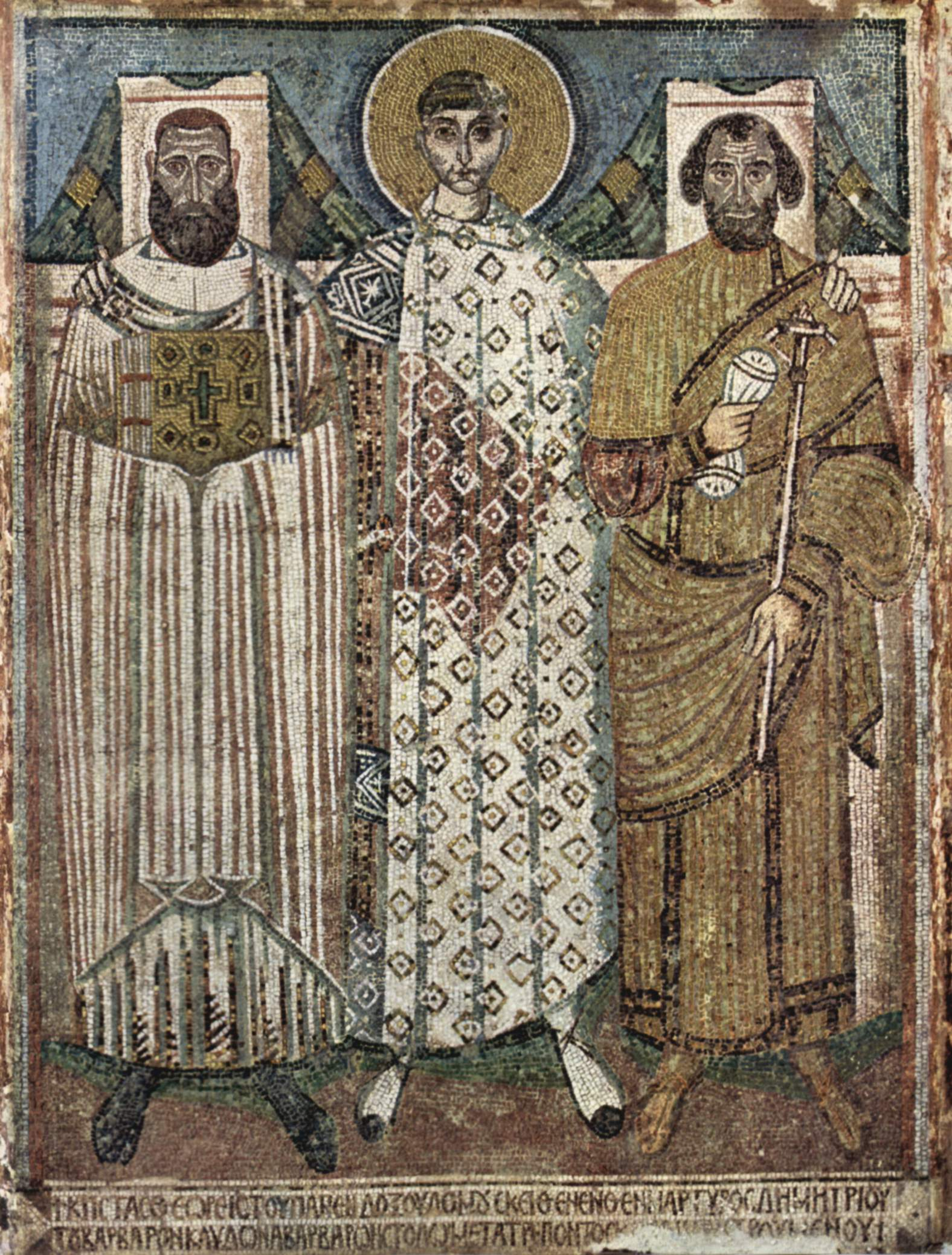
Mosaico de Demetrio de Tesalónica y dos donantes -, Templo de San Demetrio de Tesalónica.

También se desarrolló el mosaico, que representaba motivos tanto espirituales como seculares. Hoy, sin embargo, aprendemos sobre motivos seculares principalmente a través de materiales históricos. Una parte de ellos se conservó en Ravena. El mosaico espiritual era importante, pero según informes contemporáneos, sorprendentemente los principales templos de Constantinopla durante este período no tenían mosaicos de figuras. Se suponía que se crearían sólo durante el reinado de Justino II.
La variedad de artes aplicadas era considerable, pero a menudo se transformó en otros objetos a lo largo de los siglos. Un hallazgo importante de esa época fue un tesoro de cuencos de plata encontrado en 1902 en Chipre. En el año 552, la producción de seda comenzó en Bizancio después de que dos monjes lograron traer hilo de seda desde China. Se utilizaba para diversos fines (cortinas, vestimenta o incluso durante la momificación). Las piezas más antiguas que se conservan proceden del siglo VII. Los patrones de las telas eran principalmente de naturaleza animal y de caza, los adornos estaban influenciados por el arte persa sasánida.
En el siglo VII terminaba el apogeo del período justiniano en el Imperio bizantino. Las batallas con los persas y más tarde con los árabes y los invasores ávaro-eslavos debilitaron poderosa y económicamente al Imperio Bizantino, por lo que el presupuesto para el desarrollo del arte también era limitado. Dejaron de crearse nuevos edificios de gran importancia, como los de Justiniano, y el arte se trasladó principalmente a la creación de mosaicos. A diferencia de la época minera, los mosaicos de esta época brillan por su color y brillo. Se utilizaron piedras de piedra, vidrio y esmalte. El mosaico de figuras más famoso de este período se puede encontrar en el Templo de San Deméter en Tesalónica.
En este período, los círculos eclesiásticos también comienzan a discutir y ajustar canónicamente con mayor precisión la decoración y el equipamiento requeridos de los templos, el enfoque bizantino hacia la religión cambia y, en algunas consideraciones (quizás también debido a la influencia árabe), la condena del arte cristiano actual y especialmente Comienzan los iconos.